# Hunt Mountain
Der Hunt Mountain ist ein 3240 m hoher Berg in der antarktischen Ross Dependency. Er ragt im nördlichen Teil der Holyoake Range der Churchill Mountains auf und ist die höchste Erhebung dieses Gebirges.
Die Südgruppe der von 1960 bis 1961 dauernden Kampagne im Rahmen der New Zealand Geological Survey Antarctic Expedition benannte ihn nach ihrem Leiter Peter John Hunt von den Royal Engineers.